# Razkol neba (sura)
Razkol neba (arabsko Al-Inshiqaq) je 84. sura (poglavje) v Koranu, ki jo sestavlja 25 ajatov (verzov). Je sura.
Med opravljanjem molitve (salata oz. namaza) pri tej suri verniki opravijo 1 ruku' (priklon).